# شریف سلیمان
شریف سلیمان (انگلیسی: Chérif Souleymane؛ زادهٔ ۲۰ اکتبر ۱۹۴۴) بازیکن فوتبال اهل گینه بود.
از باشگاه‌هایی که در آن بازی کرده است می‌توان به باشگاه فوتبال هافیا اشاره کرد.
وی همچنین در تیم ملی فوتبال گینه بازی کرده است.